# Ringsebølle Kirke
Ringsebølle Kirke er en middelalderlig kirke 300 m sydvest for Lolland Falster Lufthavn på Lolland. Man mener, at den blev opført af irske munke i sidste halvdel af 1100-tallet.[kilde mangler] Munkene kan være nået frem til stedet ad søvejen, idet Ringsebølle lå ved bredden af den i 1800-tallet inddæmmede og udtørrede Rødby Fjord. Kirken var oprindeligt bygget på en ø, som efter inddæmningen af fjorden er blevet landfast med Lolland. Kirkegården er ottekantet.
Et stenrelief over den ene dør viser en mand med sværd og økse, der er ledsaget af en bjørn.
- Kirkerummet
- Døbefonten